# Lijst van werken van Roelant Savery
Deze lijst van werken van Roelant Savery geeft een overzicht van de werken van de Zuid-Nederlandse kunstenaar Roelant Savery. 
| Titel | Datering      | Type       | Verblijfplaats                                                   | Afbeelding |
| --- | ------------- | ---------- | ---------------------------------------------------------------- | ---------- |
| Landschap met dieren                                                                                                | 1591-1639     | Schilderij | Groninger Museum, Groningen                                      |            |
| Boslandschap | Ca. 1600      | Schilderij | Alte Pinakothek, München                                         |            |
| Rotsachtig landschap met herten die aangevallen worden door Mastiffs en hindes op de vlucht voor jagers             | Ca. 1600      | Schilderij | Dudmaston Hall, Shropshire                                       |            |
| Memento mori | 1600-1609     | Schilderij | Nationalmuseum, Stockholm                                        |            |
| Rotslandschap | Ca. 1600-1610 | Tekening   | Groeningemuseum, Brugge                                          |            |
| Abraham en het beloofde land                                                                                        | 1600-1614     | Schilderij | Museum Catharijneconvent, Utrecht                                |            |
| Bloemstuk | Ca. 1600-1650 | Schilderij | Groeningemuseum, Brugge                                          |            |
| De Toren van Babel                                                                                                  | 1602          | Schilderij | Germanisches Nationalmuseum, Neurenberg                          |            |
| Bloemstuk met twee hagedissen                                                                                       | 1603          | Schilderij | Centraal Museum, Utrecht                                         |            |
| Zittende vrouw | Ca. 1603-1609 | Tekening   | J. Paul Getty Museum, Los Angeles                                |            |
| Drie staande mannen                                                                                                 | Ca. 1603-1614 | Tekening   | Museum Boijmans Van Beuningen, Rotterdam                         |            |
| Man te halven lijve                                                                                                 | Ca. 1603-1614 | Tekening   | Museum Boijmans Van Beuningen, Rotterdam                         |            |
| Studieblad met drie ruiters                                                                                         | Ca. 1603-1614 | Tekening   | Museum Boijmans Van Beuningen, Rotterdam                         |            |
| Twee bedelaars en het hoofddeksel van een vrouw                                                                     | Ca. 1603-1614 | Tekening   | Museum Boijmans Van Beuningen, Rotterdam                         |            |
| Twee marktvrouwen bij een mand                                                                                      | Ca. 1603-1614 | Tekening   | Museum Boijmans Van Beuningen, Rotterdam                         |            |
| Twee staande mannen                                                                                                 | Ca. 1603-1614 | Tekening   | Museum Boijmans Van Beuningen, Rotterdam                         |            |
| Zittende marktvrouw                                                                                                 | Ca. 1603-1614 | Tekening   | Museum Boijmans Van Beuningen, Rotterdam                         |            |
| Man en vier geiten bij een waterval Zie Zes landschappen                                                            | 1603-1629     | Prent      | Verschillende collecties                                         |            |
| Boshut op palen bij een rivier Zie Zes landschappen                                                                 | 1603-1629     | Prent      | Verschillende collecties                                         |            |
| Hertenjacht bij een bosmeer Zie Zes landschappen                                                                    | 1603-1629     | Prent      | Verschillende collecties                                         |            |
| Reizigers boven een waterval Zie Zes landschappen                                                                   | 1603-1629     | Prent      | Verschillende collecties                                         |            |
| Drinkende mannen in een herberg Zie Zes landschappen                                                                | 1603-1629     | Prent      | Verschillende collecties                                         |            |
| Konijnenjacht in een boslandschap Zie Zes landschappen                                                              | 1603-1629     | Prent      | Verschillende collecties                                         |            |
| Landschap met paard, leeuw en luipaard                                                                              | 1603-1639     | Schilderij | Bayerische Staatsgemäldesammlungen, München                      |            |
| Plundering van een dorp                                                                                             | 1604          | Schilderij | Broelmuseum, Kortrijk                                            |            |
| Boslandschap met jagers                                                                                             | 1604          | Schilderij | Kunsthistorisches Museum, Wenen                                  |            |
| Venus en Amor voor de Liefdesburcht                                                                                 | Ca. 1605      | Schilderij | Kunsthistorisches Museum, Wenen                                  |            |
| Rotsachtig landschap met dieren                                                                                     | Ca. 1605-1620 | Schilderij | Museum of Fine Arts, Boston                                      |            |
| Tiroler landschap (De vlucht naar Egypte)                                                                           | 1606          | Schilderij | Hermitage, Sint-Petersburg                                       |            |
| Bergachtig landschap met reizigers                                                                                  | 1608          | Schilderij | Kunsthistorisches Museum, Wenen                                  |            |
| Het grote eikenbos                                                                                                  | 1608          | Schilderij | Staatsgalerie Neuburg, Neuburg an der Donau                      |            |
| Kreeftenvissers | Ca. 1608      | Schilderij | Museum voor Schone Kunsten Gent, Gent                            |            |
| Vervallen binnenplaats met bedelaarster                                                                             | Ca. 1608      | Tekening   | Graphische Sammlung Albertina, Wenen                             |            |
| Olifant die zich tegen een boom schuurt                                                                             | Ca. 1608-1612 | Tekening   | Graphische Sammlung Albertina, Wenen                             |            |
| Bergachtig landschap met kasteel                                                                                    | 1609          | Schilderij | Museo Thyssen-Bornemisza, Madrid                                 |            |
| Bergachtig landschap met groenteverkopers                                                                           | 1609          | Schilderij | Kunsthistorisches Museum, Wenen                                  |            |
| Zwijnenjacht | 1609          | Schilderij | Alte Pinakothek, München                                         |            |
| Landschap met twee jagers Zie Landschappen uit Tirol                                                                | Ca. 1609      | Prent      | Verschillende collecties                                         |            |
| Gezicht op een haven Zie Landschappen uit Tirol                                                                     | Ca. 1609      | Prent      | Verschillende collecties                                         |            |
| Aquaduct met waterval Zie Landschappen uit Tirol                                                                    | Ca. 1609      | Prent      | Verschillende collecties                                         |            |
| Houten brug in een boslandschap Zie Landschappen uit Tirol                                                          | Ca. 1609      | Prent      | Verschillende collecties                                         |            |
| Herberg en enkele huizen bij een brug Zie Landschappen uit Tirol                                                    | Ca. 1609      | Prent      | Verschillende collecties                                         |            |
| Boslandschap Zie Landschappen uit Tirol                                                                             | Ca. 1609      | Prent      | Verschillende collecties                                         |            |
| Drie jagers bij een rivier in een bos Zie Berglandschappen uit Tirol                                                | 1609          | Prent      | Verschillende collecties                                         |            |
| Tekenaar zittend op een steen voor een brug Zie Berglandschappen uit Tirol                                          | 1609          | Prent      | Verschillende collecties                                         |            |
| Boslandschap met een waterval Zie Berglandschappen uit Tirol                                                        | 1609          | Prent      | Verschillende collecties                                         |            |
| Rotslandschap met herberg en huizen Zie Berglandschappen uit Tirol                                                  | 1609          | Prent      | Verschillende collecties                                         |            |
| Boslandschap met twee jagers en een hond Zie Berglandschappen uit Tirol                                             | 1609          | Prent      | Verschillende collecties                                         |            |
| Boslandschap met houten brug Zie Berglandschappen uit Tirol                                                         | 1609          | Prent      | Verschillende collecties                                         |            |
| Bergachtig landschap met houthakkers                                                                                | 1610          | schilderij | Kunsthistorisches Museum                                         |            |
| Bergachtig landschap met houthakkers                                                                                | Ca. 1610      | Schilderij | Statens Museum for Kunst, Kopenhagen                             |            |
| Berglandschap met figuren bij een brug                                                                              | Ca. 1610      | Schilderij | Nationalmuseum, Stockholm                                        |            |
| Landschap met dieren                                                                                                | Ca. 1610      | Schilderij | Indianapolis Museum of Art, Indianapolis                         |            |
| Dansende boeren voor een Boheemse herberg                                                                           | Ca. 1610      | Schilderij | Mauritshuis, Den Haag                                            |            |
| Staande man | Ca. 1610      | Tekening   | Museum Boijmans Van Beuningen                                    |            |
| Orpheus in de onderwereld                                                                                           | Ca. 1610-1615 | Schilderij | Kunsthistorisches Museum, Wenen                                  |            |
| Bloemstuk | Ca. 1610-1612 | Schilderij | Museum voor Schone Kunsten, Rijsel                               |            |
| Bloemen in een roemer voor een nis                                                                                  | 1611          | Schilderij | Privéverzameling                                                 |            |
| Bloemen in een roemer                                                                                               | 1613          | Schilderij | National Gallery, Londen                                         |            |
| Daglelie en andere bloemen in een vaas in een nis                                                                   | Ca. 1613-1615 | Schilderij | Privéverzameling                                                 |            |
| Poolse ruiters marcheren door een bos                                                                               | 1614          | Schilderij | Musée du Louvre, Parijs                                          |            |
| Kasteel in een bos                                                                                                  | 1614          | Schilderij | Staatliche Kunstsammlungen Dresden, Gemäldegalerie Alte Meister  |            |
| Kustlandschap in stormachtig weer                                                                                   | Ca. 1614-1619 | Schilderij | Rijksmuseum Twenthe, Enschede                                    |            |
| Paradijselijk landschap met dieren                                                                                  | Ca. 1614-1620 | Schilderij | Museum voor Schone Kunsten Gent, Gent                            |            |
| Landschap met ruïnes, vee en herten                                                                                 | Ca. 1614-1620 | Schilderij | Bonnefantenmuseum, Maastricht                                    |            |
| Bebost landschap met leeuwen                                                                                        | 1614-1639     | Schilderij | Dordrechts Museum, Dordrecht                                     |            |
| Koeien in een stal; in de vier hoeken heksen                                                                        | 1615          | Schilderij | Rijksmuseum Amsterdam, Amsterdam                                 |            |
| Bosgezicht met jagers                                                                                               | Ca. 1615      | Schilderij | Museum of Fine Arts, Boston                                      |            |
| Landschap met vogels                                                                                                | 1615          | Schilderij | Royal Collection, Hampton Court Palace, Londen                   |            |
| Vaas met bloemen in een stenen nis                                                                                  | 1615          | Schilderij | Mauritshuis, Den Haag                                            |            |
| Landschap met dieren                                                                                                | Ca. 1615-1625 | Schilderij | Szépművészeti Múzeum, Boedapest                                  |            |
| Boslandschap met Orpheus                                                                                            | Ca. 1615-1630 | Schilderij | Alte Pinakothek, München                                         |            |
| Orpheus onder de dieren                                                                                             | Ca. 1615-1640 | Schilderij | Museum Schloss Wilhelmshöhe, Gemäldegalerie Alte Meister, Kassel |            |
| Paradijs van de vogels                                                                                              | 1616          | Schilderij | Koninklijk Museum voor Schone Kunsten Antwerpen, Antwerpen       |            |
| Landschap met dieren                                                                                                | Ca. 1616      | Schilderij | Nasjonalmuseet for kunst, arkitektur og design, Oslo             |            |
| Kuddes tussen de ruïnes                                                                                             | 1617          | Schilderij | Grand Curtius, Luik                                              |            |
| Landschap met de verzoeking van de heilige Antonius                                                                 | 1617          | Schilderij | J. Paul Getty Museum, Los Angeles                                |            |
| Orpheus en de dieren                                                                                                | Ca. 1617      | Schilderij | Koninklijk Museum voor Schone Kunsten Antwerpen, Antwerpen       |            |
| De aangespoelde walvis                                                                                              | 1618          | Schilderij | Privéverzameling                                                 |            |
| Vogels | 1618          | Schilderij | Koninklijk Museum voor Schone Kunsten Antwerpen, Antwerpen       |            |
| Het Paradijs | 1618          | Schilderij | Národní galerie v Praze, Praag                                   |            |
| Torenruïne aan een vogelvijver                                                                                      | 1618          | Schilderij | Staatliche Kunstsammlungen Dresden, Gemäldegalerie Alte Meister  |            |
| De schepping van de dieren                                                                                          | 1619          | Schilderij | Fitzwilliam Museum, Cambridge                                    |            |
| Everzwijnjacht in een rotsachtig landschap                                                                          | 1620          | Schilderij | Rijksmuseum Amsterdam, Amsterdam                                 |            |
| Bloemstilleven in een stenen nis                                                                                    | 1620          | Schilderij | Statens Museum for Kunst, Kopenhagen                             |            |
| De ark van Noach | Ca. 1620      | Schilderij | Auckland Art Gallery, Auckland                                   |            |
| Boslandschap met dieren                                                                                             | Ca. 1620-1630 | Schilderij | Bonnefantenmuseum, Maastricht                                    |            |
| Dieren en gevogelte bij een bosvijver                                                                               | Ca. 1620-1630 | Schilderij | Fine Arts Museums of San Francisco, San Francisco                |            |
| De zondeval | Ca. 1620-1630 | Schilderij | Szépművészeti Múzeum, Boedapest                                  |            |
| Landschap met ruïnes en dieren                                                                                      | 1621          | Schilderij | Dordrechts Museum, Dordrecht                                     |            |
| Herten in een bosrijk landschap                                                                                     | 1622          | Schilderij | Dordrechts Museum, Dordrecht                                     |            |
| Landschap met leeuwen                                                                                               | 1622          | Schilderij | Royal Collection, Hampton Court Palace, Londen                   |            |
| Orpheus met dieren en vogels                                                                                        | 1622          | Schilderij | Fitzwilliam Museum, Cambridge                                    |            |
| Paard in een landschap                                                                                              | 1622          | Schilderij | Szépművészeti Múzeum, Boedapest                                  |            |
| Aards paradijs | Ca. 1622      | Schilderij | Koninklijk Museum voor Schone Kunsten Antwerpen, Antwerpen       |            |
| Rotsachtig landschap met dieren en vogels Zie Rotsachtig landschap met dieren en vogels en Landschap met kapelruïne | 1623          | Schilderij | Alte Pinakothek, München                                         |            |
| Landschap met kapelruïne Zie Rotsachtig landschap met dieren en vogels en Landschap met kapelruïne                  | 1623          | Schilderij | Alte Pinakothek, München                                         |            |
| De dichter op het feest der dieren gekroond door twee apen                                                          | 1623          | Schilderij | Bonnefantenmuseum, Maastricht                                    |            |
| Landschap met de vlucht naar Egypte                                                                                 | 1624          | Schilderij | National Gallery of Art, Washington                              |            |
| Groot bloemstuk met keizerskroon                                                                                    | 1624          | Schilderij | Centraal Museum, Utrecht                                         |            |
| Het Aards paradijs                                                                                                  | Ca. 1625-1628 | Schilderij | Musée des Beaux-Arts de Strasbourg, Straatsburg                  |            |
| Orpheus onder de dieren                                                                                             | Ca. 1625-1628 | Schilderij | Kunsthistorisches Museum, Wenen                                  |            |
| Orpheus betovert de dieren met zijn muziek                                                                          | Ca. 1625-1628 | Schilderij | Szépművészeti Múzeum, Boedapest                                  |            |
| De appelschimmel | 1625-1630     | Schilderij | Centraal Museum, Utrecht                                         |            |
| Een hoentje Zie Een hoentje en een haantje                                                                          | 1625-1639     | Schilderij | Museum Boijmans Van Beuningen, Rotterdam                         |            |
| Een haantje Zie Een hoentje en een haantje                                                                          | 1625-1639     | Schilderij | Museum Boijmans Van Beuningen, Rotterdam                         |            |
| Drie nimfen dansend met een satyr Zie Drie nimfen dansend met een satyr en Nimfen en een satyr bij een tempel       | 1625-1639     | Schilderij | Statens Museum for Kunst, Kopenhagen                             |            |
| Nimfen en een satyr bij een tempel Zie Drie nimfen dansend met een satyr en Nimfen en een satyr bij een tempel      | 1625-1639     | Schilderij | Statens Museum for Kunst, Kopenhagen                             |            |
| Bizon aangevallen door drie honden                                                                                  | Ca. 1626      | Schilderij | Broelmuseum, Kortrijk                                            |            |
| Orpheus betovert de dieren                                                                                          | 1626          | Schilderij | Musée du Louvre, Parijs                                          |            |
| Orpheus betovert de dieren met zijn muziek                                                                          | 1627          | Schilderij | Mauritshuis, Den Haag                                            |            |
| Bosgezicht | 1627          | Schilderij | Staatsgalerie in der Neuen Residenz Bamberg, Bamberg             |            |
| De ark van Noach | Ca. 1628      | Schilderij | Muzeum Narodowe w Warszawie, Warschau                            |            |
| Orpheus | 1628          | Schilderij | National Gallery, Londen                                         |            |
| Het Paradijs met op de achtergrond de zondeval                                                                      | 1628          | Schilderij | Kunsthistorisches Museum, Wenen                                  |            |
| Landschap met vogels                                                                                                | 1628          | Schilderij | Kunsthistorisches Museum, Wenen                                  |            |
| Landschap met drie leeuwen die een koe aanvallen                                                                    | 1628          | Schilderij | Szépművészeti Múzeum, Boedapest                                  |            |
| Landschap met dieren met op de achtergrond Orpheus en de Thracische vrouwen                                         | Ca. 1628      | Schilderij | Kunsthistorisches Museum, Wenen                                  |            |
| Landschap met ruïne en vee bij een vijver                                                                           | Ca. 1630      | Schilderij | Centraal Museum, Utrecht                                         |            |
| Orpheus en de dieren                                                                                                | Ca. 1630      | Schilderij | Centraal Museum, Utrecht                                         |            |
| Berglandschap met Tobias en de engel                                                                                | 1630-1639     | Schilderij | Alte Pinakothek, München                                         |            |
| Rotsachtig landschap                                                                                                | 1632 (?)      | Schilderij | Szépművészeti Múzeum, Boedapest                                  |            |
| Elia door de raven gevoed                                                                                           | 1634          | Schilderij | Rijksmuseum Amsterdam, Amsterdam                                 |            |
| Bloemstilleven in een berkemeyer met een hagedis, een kikker en een libelle op een plint                            | 1637          | Schilderij | Fitzwilliam Museum, Cambridge                                    |            |